# João Brasileiro, o Bom Baiano
João Brasileiro, o bom baiano foi uma telenovela brasileira produzida pela extinta TV Tupi e exibida de 2 de janeiro a 9 de setembro de 1978, substituindo Éramos Seis e sendo substituída por Salário Mínimo .
Foi escrita e dirigida por Geraldo Vietri, a telenovela lembrou muito Antônio Maria, também de sua autoria, em 1968.
Dos 216 capítulos originalmente exibidos, apenas 20 foram preservados, estando sob a guarda da Cinemateca Brasileira.

## Enredo
O jornalista baiano João Brasileiro deixou sua terra natal e foi para São Paulo para esquecer o passado e recomeçar sua vida. Deixa para trás um casamento desfeito e troca uma posição financeira estável por um quartinho na pensão de dona Pina, uma italiana sofrida e batalhadora. Aqui ele conhece a doce Júlia e muita gente alegre, o que lhe dá a ideia de escrever um livro sobre a vida dessas pessoas.

## Elenco
- Jonas Mello .... João Brasileiro
- Márcia Maria .... Júlia
- Nair Bello .... Dona Pina
- Laura Cardoso .... Dona Aminda
- Rodolfo Mayer .... Barão Lázaro
- Yara Lins .... Palmira
- Arlete Montenegro .... Ivone
- Marcos Plonka .... Farc
- Elizabeth Hartmann .... Hilda
- Flamínio Fávero .... Vitório
- Regiane Ritter .... Assunta
- Márcia Regina .... Lígia
- Eunice Mendes .... Rosa
- Paulo Ildefonso .... Paulinho
- Leonor Lambertini .... Sofia
- Lucy Meirelles .... Glória
- Dênis Derkian .... Tarcísio
- João Francisco Garcia .... Marcelo
- Valter Santos .... Glauco
- Maria do Roccio .... Íris
- Carlos Arena .... Alex
- Wilson Rabelo .... Vilson
- Gésio Amadeu .... taxista
- Luiz Antônio Piva ....Delegado Piva
- Nicole Puzzi ....Liz
- Norah Fontes
- Marisa Sanches
- Wilson Fragoso
- Marilu Martinelli .... Quitéria
- Nydia Lícia .... Lúcia

## Trilha Sonora

### Nacional
1. Filho da Bahia - Wálter Queiróz (tema de abertura)
2. Foi você - Beth Maia
3. Caro Raul - Toquinho
4. Eu prefiro dançar - Lady Zu
5. Onde anda você - Vinícius de Moraes e Toquinho
6. Está faltando alguma coisa - Peninha
7. Solitude - Gal Costa
8. O Grude - Janaína
9. Amante latino - Sidney Magal
10. Batata doce, colar de contas e patuá (Mercado modelo) - Aloísio Silva e Edson Conceição (tema de locação: Salvador)
11. Eu quero amanhecer a madrugada - Luiz de Lucas
12. Minha esquina - Emílio Santiago (tema de João Brasileiro)

### Internacional
1. Trecento volte mia - Enzo Guido
2. Cerchi il paradiso - Enzo Guido
3. Sometimes when we touch - Dan Hill
4. ...E voglio te - D.M. System Orchestra

## Curiosidades
- Os destaques no elenco ficaram com Nair Bello, Dona Pina e os atores Marcos Plonka e Elizabeth Hartmann, responsáveis pelos momentos cômicos como o simpático casal Fark e Hilda.
- Os atores Jonas Mello e Márcia Maria viveram pela terceira vez o par central de uma telenovela de Geraldo Vietri. Antes eles haviam interpretado, na mesma TV Tupi, os principais papéis de Meu Rico Português e Os Apóstolos de Judas.[1]